# 電撃ホビーマガジン
『電撃ホビーマガジン』（でんげきホビーマガジン、誌面上での表記は『電撃HOBBYMAGAZINE』）は、アスキー・メディアワークス（旧メディアワークス）発行の模型雑誌である。略称は『電ホビ』、『ホビマガ』、『電ホ（電穂）』。

## 創刊のきっかけと雑誌概要
バンダイの雑誌『B-CLUB』の後継であった『電撃B-Magazine』から、特撮とホビーの情報記事を本誌に、アニメ情報を1999年4月創刊の『電撃Animation Magazine』（2001年4月休刊、後に『電撃アニマガ』として復刊するが再び休刊）に分割し、1998年11月25日に創刊された。
編集スタッフの多くが『月刊ホビージャパン』からの引き抜きである。本誌は判型が当時の『ホビージャパン』より大きく、後に『ホビージャパン』は誌面、構成を改新すると共に判型を本誌と同じ大きさにした。一方で紙面レイアウトや連載企画などは『モデルグラフィックス』の影響が強く見られる。
他社の模型雑誌と比べ、ガンプラやゾイドなど立体物の付録が多い点が特徴である。とりわけガンプラに関しては、バンダイと提携してガンプラの改造用部品やオリジナルキットを付録に付ける等、ガンプラ愛好者への訴求効果向上を狙った企画を積極的かつ大胆に展開していった。
2007年12月14日には、アークライト、ウェーブ、キャラアニ、メディアワークスの4社が参加し本誌がプロデュースを務めた模型店「スーパーモデラーズ」が秋葉原に開店したが、2年足らずで閉店している。
2015年5月25日発売号を以って紙媒体での発行を終了し、Web媒体での情報サイト「電撃ホビーウェブ」へと移行した。

## 主な記事（現在連載中の記事及び、過去に連載された記事も含む）
五十音順に
- ADVANCE OF Ζ ティターンズの旗のもとに
- ADVANCE OF Z 刻に抗いし者
- Another Genesis
- ARMORED CORE Retribution
- ULTRAMAN in the REAL〜日常の中のウルトラマン〜
- エヴァンゲリオン ANIMA
- MM BOX（読者コーナー）
- エンターザ・クルセイド（クルセイドシステムカードシリーズの情報）
- オトナミニ四駆（ミニ四駆PRO関連コーナー）
- ガチャポンガンダムゲッターズ
- 完全勝利ダイテイオー
- ガンダム占い
- G.T.R（ガンダム・ターミナル・レポート）
- ガンダムトライエイジマスター（ガンダムトライエイジの情報）
- 機動戦士ガンダムSEED ASTRAYシリーズ
  - 機動戦士ガンダムSEED ASTRAY B
  - 機動戦士ガンダムSEED DESTINY ASTRAY
  - 機動戦士ガンダムSEED FRAME ASTRAYS
  - 機動戦士ガンダムSEED VS ASTRAY
  - 機動戦士ガンダムSEED DESTINY ASTRAY B
- 機動戦士ガンダムSEED C.E.73 STARGAZER PHANTOM PAIN REPORT
- 機動戦士ガンダム00P
- 機動戦士ガンダム00N
- 月刊ALL THAT ZOIDS
- すくすくスクラッチ
- スーパーロボット大戦 SUPERSTATION→スパステ
- スーパーロボット大戦ORIGINAL GENERATION→電撃スパロボ!
- 超合金の男 -村上克司伝-
- 電撃アニ☆ホビ
- 電撃コラムスクエア
  - いちぶんのいち
  - ガンダム00 劇場月誌→ぼくらの模型情報
  - 原型師SOLOの造詣教室
  - シジュウノタマシイ
  - tama式英雄学のススメ
  - 電撃ホビー用語辞典
- 電撃特撮通信プラス→電ホビ特撮Catch Up!!
- 電撃ホビーサテライト
- 電ホビ乙女組
- 電ホビBRIVE GENERATION（勇者シリーズ関連のコーナー）
- 電撃ロボットミュージアム→電撃ロボットミュージアムリターン→電撃グレートロボットミュージアム
- 電脳戦機バーチャロン フラグメンタリー・パッサージュ
- ネギま!3D（魔法先生ネギま!フィギュア関連のコーナー）
- 鋼の魂（超合金魂[2010年5月号まではROBOT魂も、それに代わって2010年6月号よりスーパーロボット超合金]をメインに掲載）
- 武装神姫を遊びつくせ！ 神姫之道
- ぷはプラモのぷ
- マクロス・ザ・ライド
- リボルテック解体新書ReBORN
- リーダーズ ワークス
- 涼平のガンダマイズミッション→涼平のナンダ?マイズミッション
- ROBOartsエクスプレス（ROBOT魂とS.H.Figuartsとの合同関連コーナー）